# Marvels
Marvels (v anglickém originále The Marvels) je americký film z roku 2023 režisérky Nia DeCosty. Film je natočený na motivy komiksu Marvel Comics s postavami Captain Marvel, Monica Rambeau a Ms. Marvel. Film je pokračováním filmu Captain Marvel a je zároveň 33. filmem Marvel Cinematic Universe. V titulních rolích se objevily Brie Larson jako Carol Danversová, Teyonah Parris jako Monica Rambeau a Iman Vellani jako Ms. Marvel.
Marvel Studios potvrdilo plány na pokračování filmu Captain Marvel v červenci 2019. Natáčení filmu začalo v polovině dubna 2021 v New Jersey a název The Marvels byl odhalen na začátku května. Natáčení filmu začalo koncem května 2021 a skončilo 24. listopadu. Natáčelo se v Los Angeles, New Jersey a v Buckinghamshiru. Film měl být uveden do kin 17. února 2023, ale datum premiéry byl vyměněn s filmem Ant-Man a Wasp: Quantumania a premiéru v Česku měl film tedy 9. listopadu 2023. Je součástí 5. fáze Marvel Cinematic Universe.

## Obsazení
- Brie Larson jako Carol Danversová – Avenger a bývalá pilotka letectva USA[11]
- Teyonah Parris jako Monica Rambeau – agent S.W.O.R.D.u a dcera kamarádky Danversové[12][13]
- Iman Vellani jako Ms. Marvel
- Samuel L Jackson jako Nick Fury[14]
- Zawe Ashton jako Dar-Benn
- Gary Lewis jako císař Dro'ge
- Pak So-džun jako princ Yan
- Zenobia Shroff jako Muneeba Khan
- Mohan Kapur jako Yusuf Khan
- Saagar Shaikh jako Aamir Khan
- Tessa Thompson jako Valkyrie
- Lashana Lynch jako Maria Rambeau/Binary
- Hailee Steinfeld jako Kate Bishop/Hawkeye
- Kelsey Grammer jako Hank McCoy/Beast